# Lissodendoryx diversichela
Lissodendoryx diversichela är en svampdjursart som beskrevs av William Lundbeck 1905. Lissodendoryx diversichela ingår i släktet Lissodendoryx och familjen Coelosphaeridae. Inga underarter finns listade i Catalogue of Life.